# Jüdischer Friedhof (Choroszcz)
Koordinaten: 53° 8′ 53,2″ N, 23° 0′ 19,8″ O

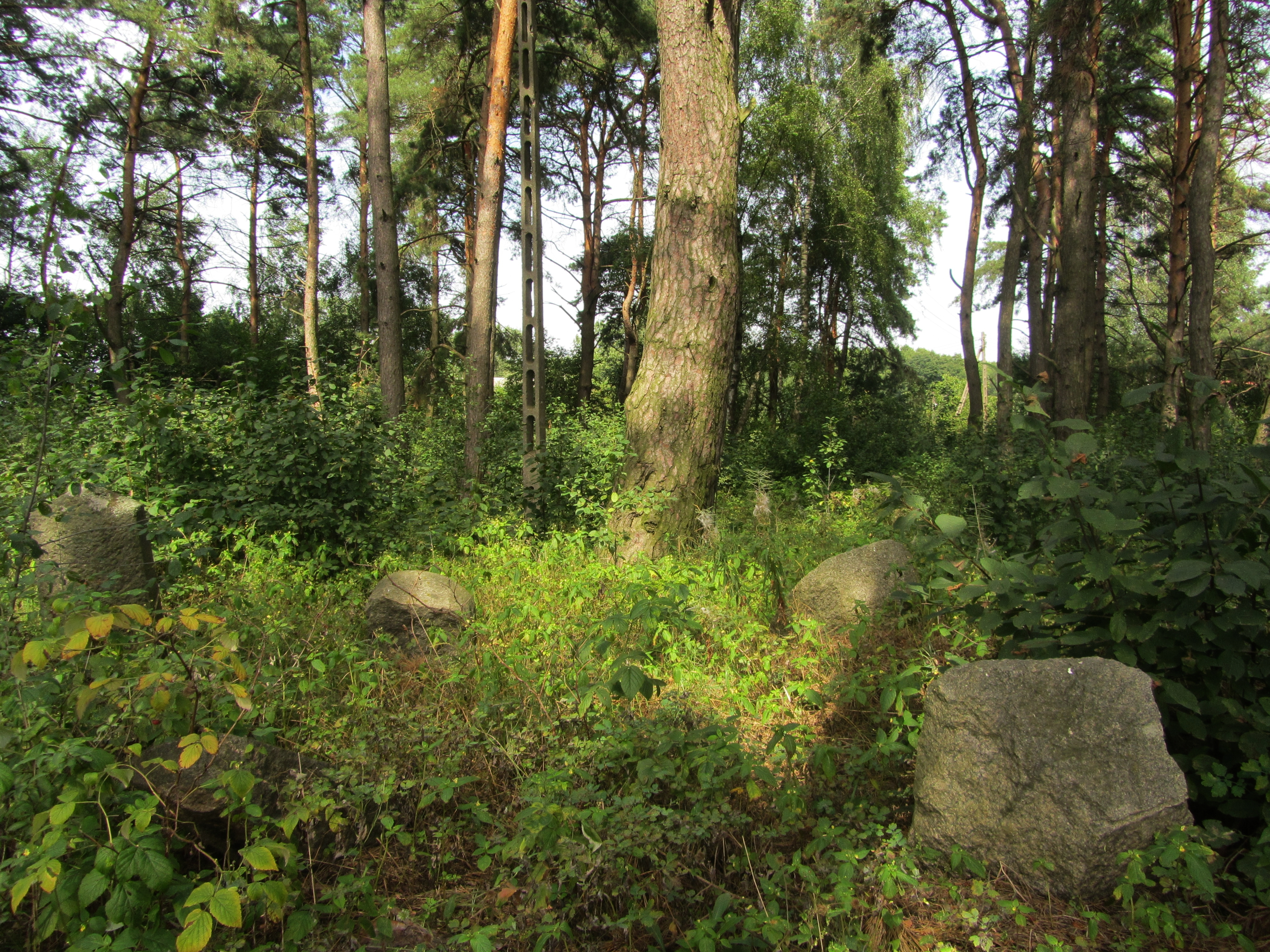
Jüdischer Friedhof in Choroszcz

Der Jüdische Friedhof in Choroszcz, einer polnischen Stadt im Powiat Białostocki in der Woiwodschaft Podlachien, wurde 1834 angelegt. Der jüdische Friedhof ist seit 1988 ein geschütztes Kulturdenkmal.
Auf dem 0,8 Hektar großen Friedhof sind heute nur noch wenige Grabsteine erhalten, die zum großen Teil von Pflanzen bedeckt oder ins Erdreich eingesunken sind.